# Herpersdorf (Dietenhofen)
Herpersdorf ist ein Gemeindeteil des Marktes Dietenhofen im Landkreis Ansbach (Mittelfranken, Bayern). Die Gemarkung Herpersdorf hat eine Fläche von 4,323 km². Sie ist in 456 Flurstücke aufgeteilt, die eine durchschnittliche Flurstücksfläche von 9479,18 m² haben. In ihr liegen neben dem namensgebenden Ort die Gemeindeteile Lentersdorf und Rothleiten.

## Geografie
Das Dorf liegt am Altbach, einem linken Zufluss der Bibert. Im Nordwesten grenzt das Waldgebiet Lohe mit dem Bodenfeldgraben an. 0,75 km nordöstlich liegt die Flur Eggerten, 0,5 km östlich liegt das Reutsteigfeld. Gemeindeverbindungsstraßen führen nach Dietenhofen (2,3 km westlich), nach Seubersdorf zur Staatsstraße 2245 (2,2 km nördlich), zur Kreisstraße AN 24 bei Rothleiten (0,5 km südlich) und nach Oberschlauersbach zur AN 26 (1,5 km nordwestlich).
Die Flurnamen Hirtenacker, Neuwiesen und Bei den Sauweisen weisen auf eine ehemalige Beweidung hin.

## Geschichte
Der Orte wurde 1137 als „Herphridesdorf“ erstmals urkundlich erwähnt. Im Laufe der Zeit wandelte sich der Name über „Herppffersdorf“ zu „Herpersdorf“.
Im Jahre 1157 erwarb das Kloster Heilsbronn den Zehnt einiger Anwesen von der Pfarrei Markterlbach. Im Jahre 1402 befanden sich alle neun damals existierenden Anwesen im Besitz des Klosters. Während des Dreißigjährigen Krieges verödeten acht dieser Anwesen. Nach 1650 siedelten sich in Herpersdorf Exulanten aus Österreich an.
Gegen Ende des 18. Jahrhunderts gab es in Herpersdorf 12 Anwesen (4 Halbhöfe, 3 Güter, 3 Häuser, 1 Mühle, 1 Hirtenhaus). Das Hochgericht übte das brandenburg-bayreuthische Stadtvogteiamt Markt Erlbach aus. Die Dorf- und Gemeindeherrschaft und die Grundherrschaft über alle Anwesen hatte das Kastenamt Neuhof. Von 1797 bis 1810 unterstand der Ort dem Justizamt Markt Erlbach und Kammeramt Neuhof.
Im Jahre 1810 kam Herpersdorf an das Königreich Bayern. Im Rahmen des Gemeindeedikts wurde es dem 1811 gebildeten Steuerdistrikt Dietenhofen und der 1813 gebildeten Ruralgemeinde Seubersdorf zugeordnet. Mit dem Zweiten Gemeindeedikt (1818) entstand die Ruralgemeinde Herpersdorf, zu der Lentersdorf und Rothleiten gehörten. Sie war in Verwaltung und Gerichtsbarkeit dem Landgericht Markt Erlbach zugeordnet und in der Finanzverwaltung dem Rentamt Ipsheim. Ab 1862 gehörte Herpersdorf zum Bezirksamt Neustadt an der Aisch (1939 in Landkreis Neustadt an der Aisch umbenannt) und ab 1856 zum Rentamt Markt Erlbach (1919–1929: Finanzamt Markt Erlbach, 1929–1972: Finanzamt Fürth, seit 1972: Finanzamt Ansbach). Die Gerichtsbarkeit blieb beim Landgericht Markt Erlbach (1879 in Amtsgericht Markt Erlbach umbenannt), von 1959 bis 1972 war das Amtsgericht Fürth zuständig, seitdem ist es das Amtsgericht Ansbach. Die Gemeinde hatte 1964 eine Gebietsfläche von 4,259 km².
Am 1. Januar 1970, also noch vor der Gebietsreform in Bayern, wurde Herpersdorf nach Dietenhofen eingemeindet.
Vom 22. Mai 1914 bis 25. September 1971 verkehrte die Bibertbahn, die bei Bedarf auch an einem Haltepunkt südlich von Herpersdorf hielt.
Die ehemalige Zehntscheune steht noch heute in der Ortsmitte. Für einen Dorfhirten gab es bis in die 1960er Jahre ein Hirtenhaus. An der Stelle des Hirtenhauses steht jetzt das Feuerwehrhaus. Von 1157 bis 1971 gab es eine Getreidemühle. Herpersdorf hatte auch ein Brech- und ein Darrehaus (am Ortsrand in Richtung Oberschlauersbach), in dem Flachs gedörrt und gebrochen wurde. Im Jahre 1918 wurden beide Gebäude abgerissen, die Steine sollen zum Bau der Bibertbrücke verwendet worden sein. In dem 1907 erbauten Schulhaus wurden die Schüler aus Herpersdorf, Lentersdorf, Rothleiten und Oberschlauersbach unterrichtet.

## Einwohnerentwicklung
Gemeinde Herpersdorf
| Jahr      | 1818   | 1840   | 1852   | 1855   | 1861   | 1867   | 1871   | 1875   | 1880   | 1885   | 1890   | 1895   | 1900   | 1905   | 1910   | 1919   | 1925   | 1933   | 1939   | 1946   | 1950   | 1952   | 1961   | 1970   |
| Einwohner | 138    | 147    | 152    | 154    | 159    | 168    | 164    | 153    | 152    | 138    | 143    | 133    | 139    | 140    | 142    | 153    | 157    | 164    | 166    | 253    | 242    | 221    | 197    | 212    |
| Häuser    | 21     | 23     |        |        |        |        | 28     |        |        | 29     | 29     |        | 33     |        |        |        | 28     |        |        |        | 28     |        | 30     |        |
| Quelle    | [ 15 ] | [ 16 ] | [ 17 ] | [ 17 ] | [ 18 ] | [ 19 ] | [ 20 ] | [ 21 ] | [ 22 ] | [ 23 ] | [ 24 ] | [ 17 ] | [ 25 ] | [ 17 ] | [ 26 ] | [ 17 ] | [ 27 ] | [ 17 ] | [ 17 ] | [ 17 ] | [ 28 ] | [ 17 ] | [ 11 ] | [ 29 ] |

Ort Herpersdorf
| Jahr      | 001818 | 001840 | 001861 | 001871 | 001885 | 001900 | 001925 | 001950 | 001961 | 001970 | 001987 | 002005 | 002013 |
| Einwohner | 95     | 93     | 105    | 116    | 99     | 109    | 109    | 181    | 159    | 166    | 152    | 140    | 140    |
| Häuser    | 14     | 16     |        |        | 22     | 26     | 24     | 23     | 25     |        | 37     |        |        |
| Quelle    | [ 15 ] | [ 16 ] | [ 18 ] | [ 20 ] | [ 23 ] | [ 25 ] | [ 27 ] | [ 28 ] | [ 11 ] | [ 29 ] | [ 30 ] | [ 31 ] | [ 1 ]  |

## Religion
Der Ort ist seit der Reformation evangelisch-lutherisch geprägt und nach St. Andreas gepfarrt. Die Einwohner römisch-katholischer Konfession waren ursprünglich nach Unsere Liebe Frau gepfarrt, seit den 1980er Jahren ist die Pfarrei St. Bonifatius zuständig.